# Bảo tàng quốc gia Gongju
Bảo tàng quốc gia Gongju là bảo tàng quốc gia nằm ở Gongju, Hàn Quốc. Bảo tàng quốc gia Gongju giữ 10.000 hiện vật bao gồm 19 kho báu quốc gia và 3 kho báu được khai quật trong vùng Daejeon và Chungcheongnam-do, đặc biệt là hiện vật từ lăng mộ của vua Muryeong.

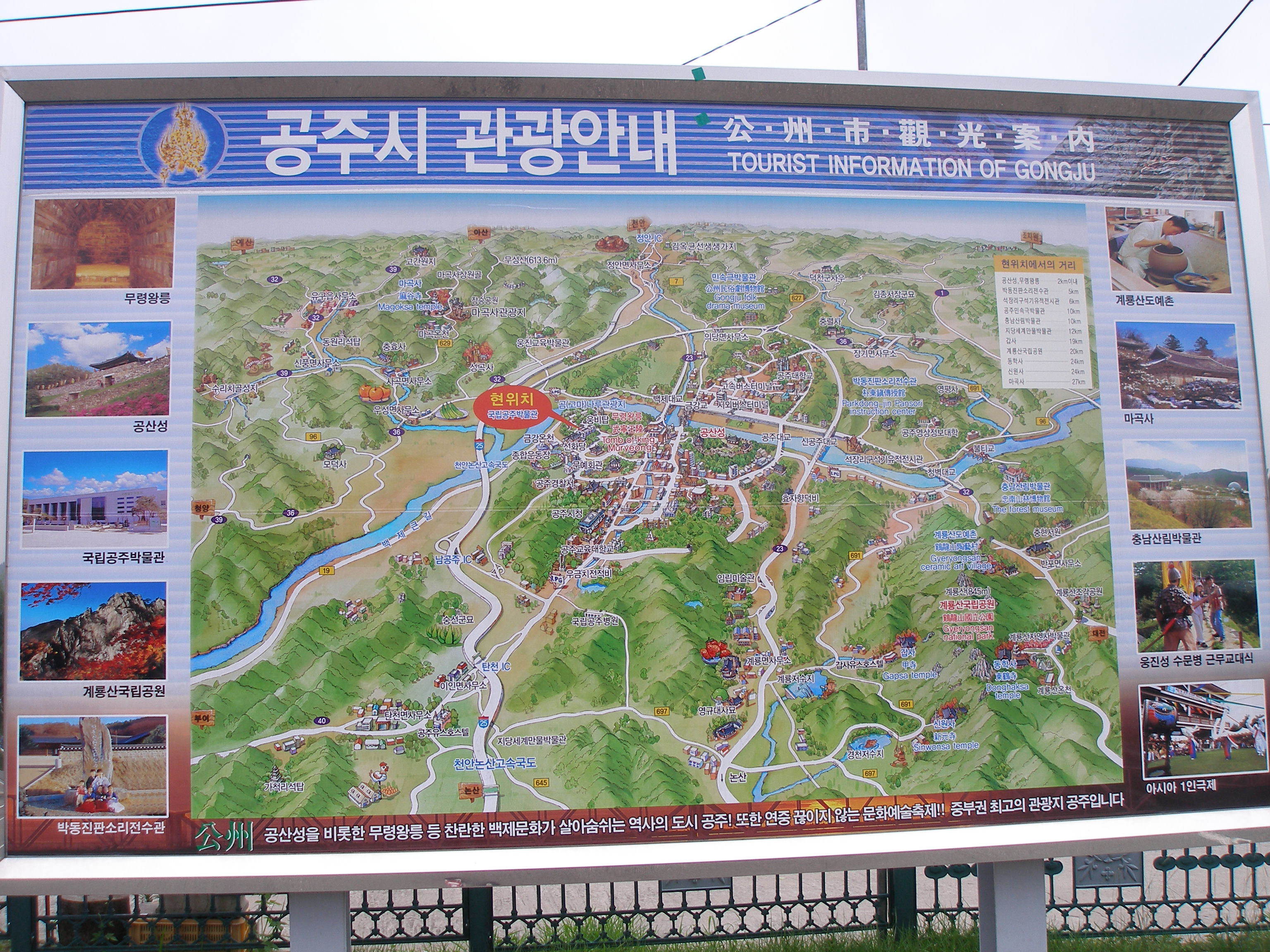
Bản đồ du lịch trong bảo tàng quốc gia Gongju

## Hình ảnh

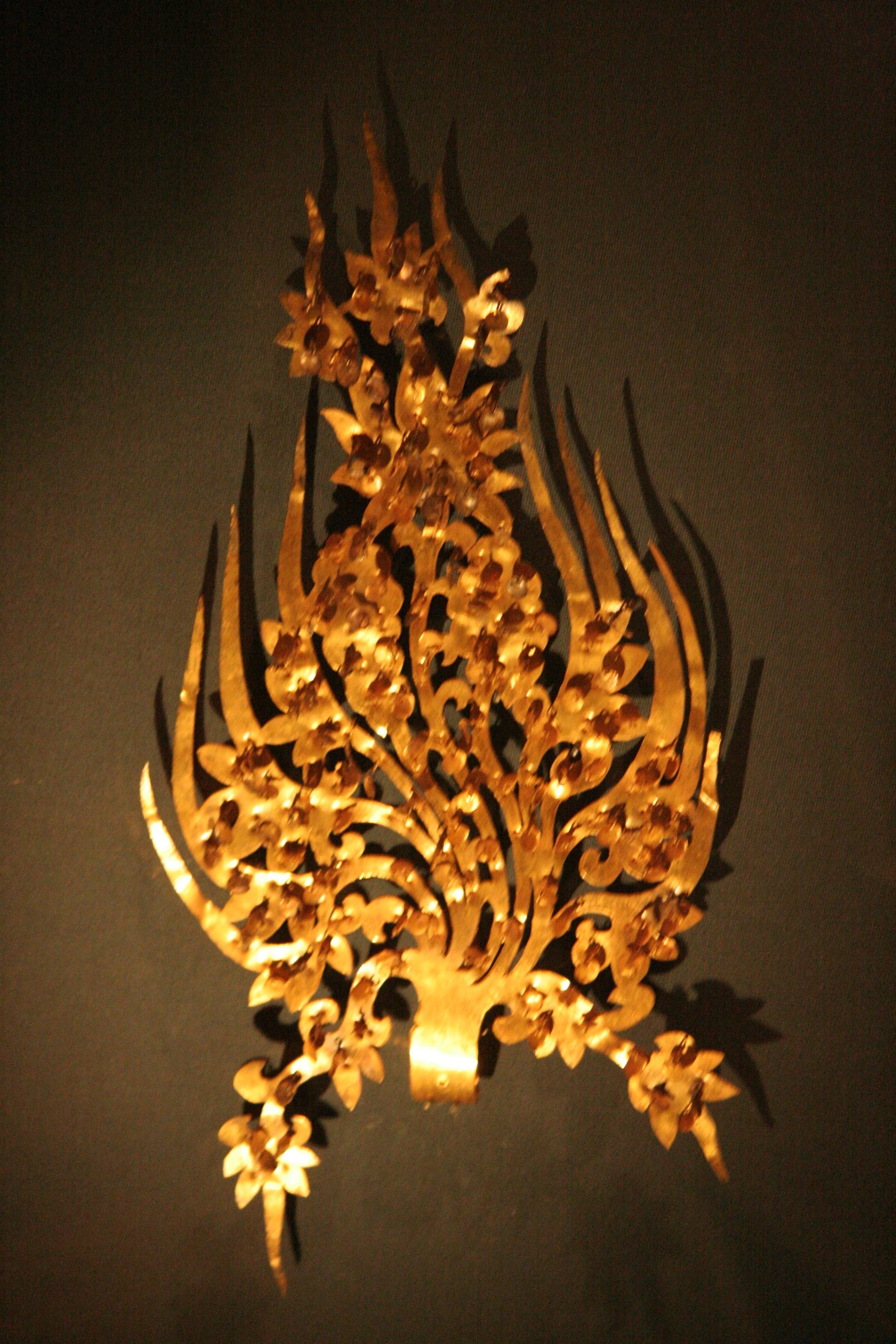
Vương miện của Baekje
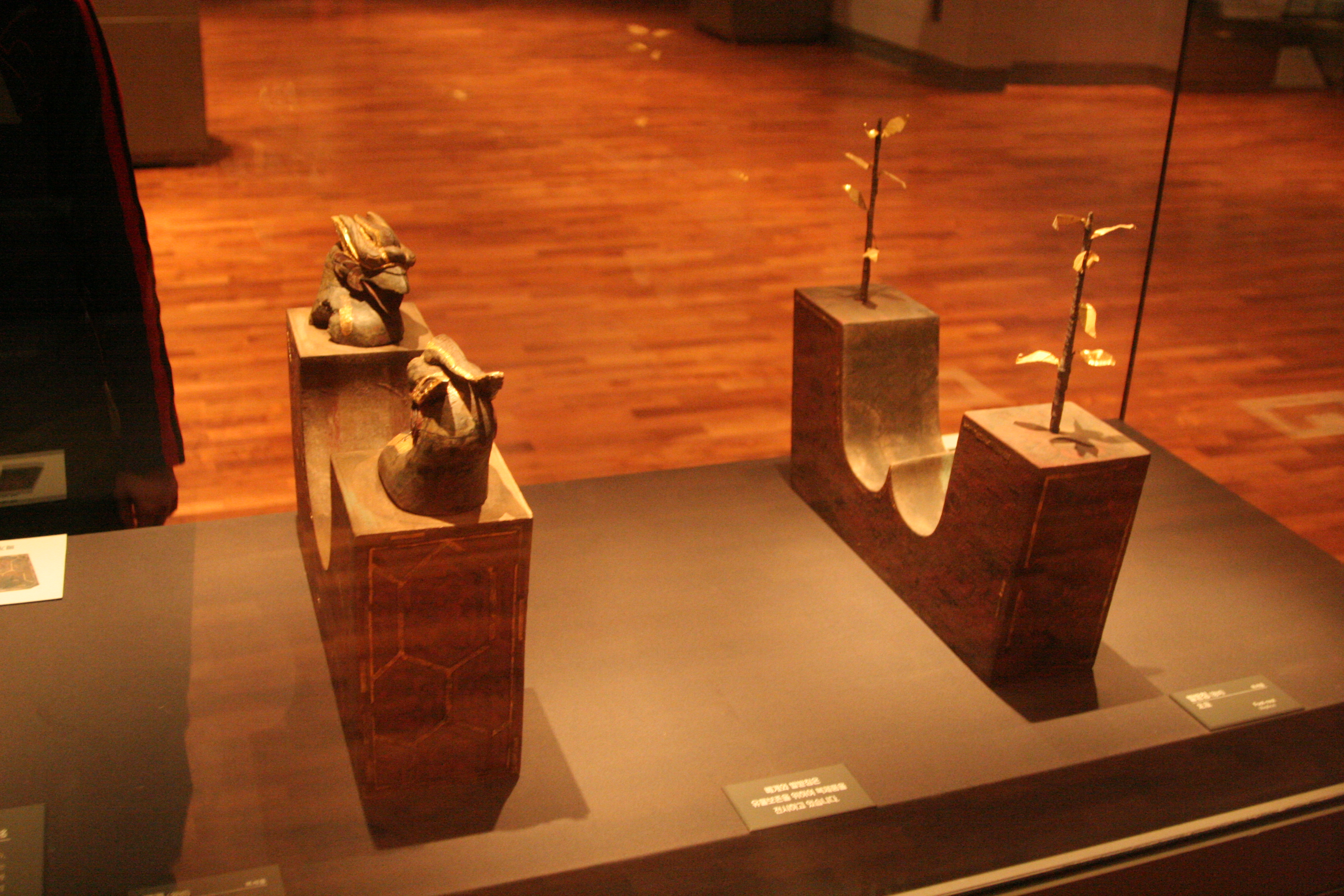
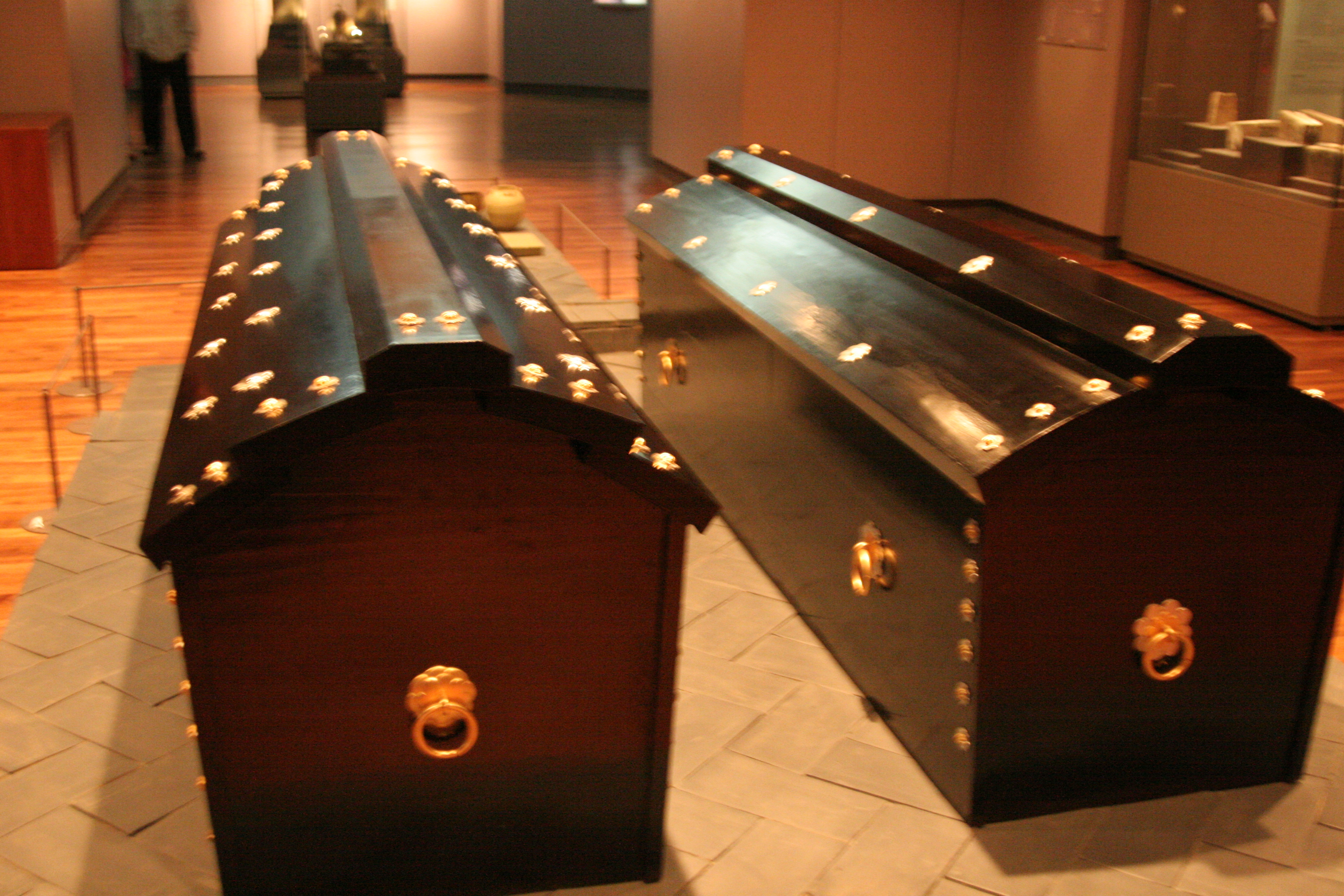
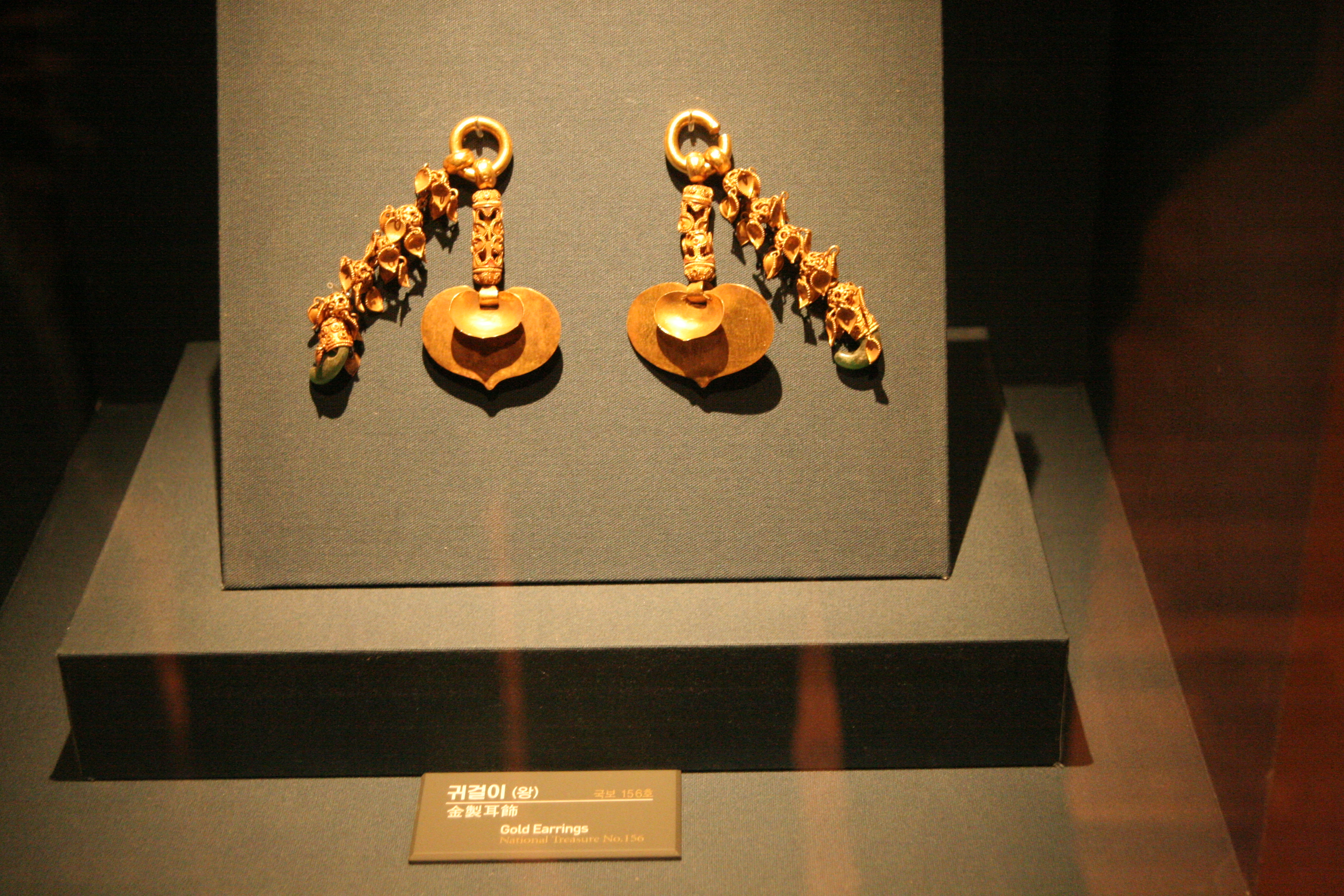
Hoa tai khai quật từ lăng mộ của vua Muryeong

## Liên kết
- Trang chủ chính thức bảo tàng quốc gia Gongju